# Fontana greca
La fontana antica, nota erroneamente come fontana greca, sorge a Gallipoli nelle vicinanze del ponte che congiunge il borgo nuovo alla città vecchia. In passato si pensava fosse la più antica fontana d'Italia e si diceva fosse stata costruita intorno al III secolo a.C. Fra le ipotesi formulate da critici d'arte, alcune condividono la datazione del III secolo a.C., altri, come il Bernich, dopo anni di studi, dibattiti e ricerche, ritengono che la fontana fu costruita nel età rinascimentale.
Originariamente era posta nell'area delle antiche terme, oggi denominata 'funtaneddhe'. Nel 1548 venne trasportata nei pressi della chiesa di San Nicola, ormai scomparsa, dove rimase fino al 1560, poi venne nuovamente smontata e ricostruita nel luogo dove attualmente sorge.
Il Ravenna nel suo libro "Memorie istoriche della città di Gallipoli" dice: «Non c'è alcun dubbio che la fontana sia greca, poiché si vede l'arte e il gusto dell'architettura della Grecia antica che fiorì a quei tempi. Per non parlare del lusso che questo popolo usava per decorare le Fontane e le Terme, come ci dice la storia. Le figure indecenti scolpite sulla Fontana ci dimostrano che non è stata costruita da Cristiani.» 
Molto probabilmente durante le invasioni dei Vandali e dei Goti le statue furono rimosse dalla struttura principale e abbandonate sulla spiaggia delle 'funtaneddhe'. Il primo grande recupero si ebbe nel 1560, quando si aggiunsero alla nuova struttura quello che rimaneva della vecchia e furono scolpiti gli scritti in Latino che riguardano i miti delle tre ninfe.

## Struttura
La facciata, che guarda a scirocco, è suddivisa in tre parti da quattro cariatidi che sorreggono l'architrave con un ricco decoro ed è alto circa 5 m. Nei bassorilievi, ricavati da lastre di pietra dura locale, sono scolpite scene che rappresentano le tre metamorfosi delle mitologiche Dirce, Salmace e Biblide. 

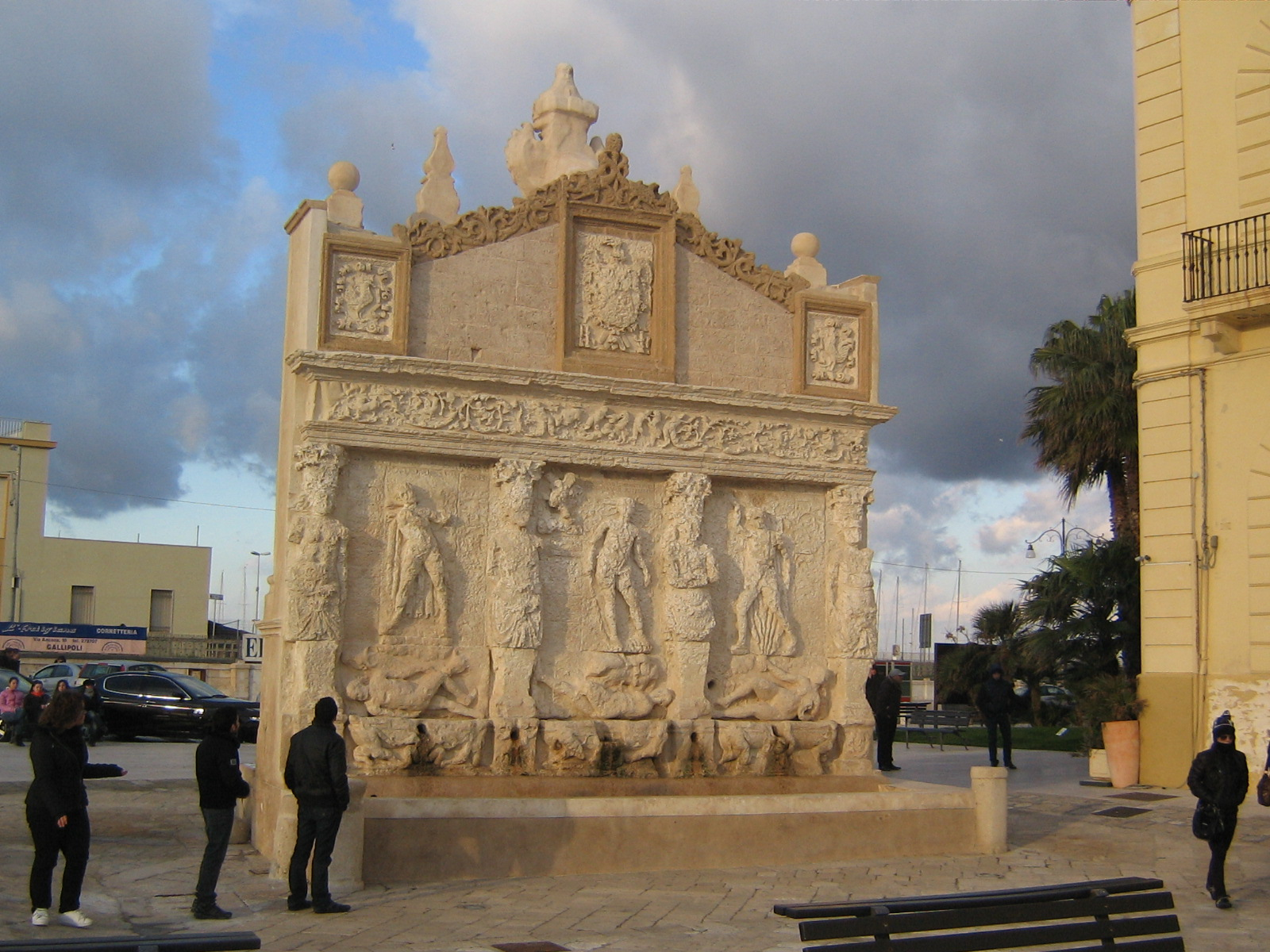

Il mito di Dirce, regina di Tebe che, vinta dalla gelosia, oltraggia la nipote Antiope e fu condannata dai figli di quest'ultima ad essere dilaniata da due tori infuriati. Dirce è rappresentata a terra fra due tori e, più in alto si nota, Dioniso nell'atto di trasformarla in una fontana di pietra.
Il mito di Salmace, la ninfa che pregò gli Dei di formare un solo corpo con Ermafrodito (figlio di Venere e Mercurio) di cui era innamorata, i loro corpi nudi sono rappresentati incatenati mentre si trasformano in una sola fonte, in presenza di Venere e Cupido.
Il mito di Biblide che, innamorata del fratello Cauno e da questi respinta, consapevole dell'errore, pianse fino a consumarsi di lacrime e gli Dei impietositi la trasformarono in una fontana di pietra. Qui la ninfa distesa stringe tra le mani il mantello del fratello. 
Sempre sulla facciata principale, in alto, troviamo lo stemma del re di Spagna Filippo II con a destra e a sinistra il simbolo della città.
Sull'altra facciata, realizzata con la funzione di sostegno nel 1765, vi sono collocati lo stemma di Gallipoli, un'epigrafe in latino, e le insegne del sovrano Carlo III di Borbone. In basso è collocato l'abbeveratoio dove in passato si dissetavano gli animali.
Da questo abbeveratoio, in un passato più recente, attorno agli anni cinquanta, veniva prelevata l'acqua con il riempimento di alcune botticelle lunghe ca 85 cm, poi venduta alle famiglie che, numerose, non avevano in casa l'acqua corrente. Queste botticelle venivano deposte su un carretto trainato da un asino che più volte al giorno percorreva il ponte di pietra per raggiungere la città vecchia, meta della "vendita" dell'acqua.
In verità la controprestazione in moneta rappresentava il compenso per il servizio ricevuto e non si configurava, quindi, quale vendita di bene comune.
Ultimamente la fontana è in condizioni preoccupanti, crepe dai 2 ai 4 centimetri attraversano l'antica facciata, mettendo in pericolo sia i passanti sia la stabilità della struttura stessa.
Nel mese di giugno 2025 ha ottenuto un importante riconoscimento dal Fondo ambiente italiano, che consentirà l'avvio dei lavori di restauro.